# Ange Padovani
Pour les articles homonymes, voir Padovani.
 (mai 2025).
 (mai 2025).
Ange Padovani, né le 9 juin 1932 à Décines d'immigrés italiens et mort le 18 septembre 2014 dans le 3e arrondissement de Lyon, est un ancien joueur international[Information douteuse] franco-italien de handball, entraîneur d'équipes seniors féminines et d'équipes cadets masculines, ainsi qu'arbitre et dirigeant. Il évoluait au poste de demi-centre.
Pionnier du handball à 7, il commence sa carrière au handball à onze en 1945 à Blida, en Algérie française. Il est bien connu partout en France, pour ses « coups de gueules » qui font avancer le handball français, mais aussi pour sa joie et son amour du handball[non neutre].
Un jubilé est organisé par le CS Décines en son honneur en 1986.

## Biographie

### Carrière au handball
Né le 9 juin 1932 à Décines Charpieu en Isère (désormais dans le Rhône), il fait ses débuts au handball à 13 ans à Blida, en Algérie, où il était bloqué en 1944 avec sa mère du fait de la Seconde Guerre mondiale 39-45. Revenu en France, il a joué au football et au basket, puis au handball à l'école de la rue Dedieu avec Pierrot Boulud. Il a signé sa première licence joueur et arbitre de handball à l'AS Bron en 1949. Il est joueur national de 1950 à 1974, puis joue en régional jusqu'en 1992. Il dirige des matchs de handball à onze, puis à 7 en championnat de France National dès 1954 jusqu'en 1974. De plus, en 1954, il prend la direction de l'Équipe seniors Féminines de l'AS Bron. En 1956, il rejoint le Péage de Roussillon tout en entraînant la section seniors Féminines de l'ASUL Vaulx-en-Velin avec qui il obtiendra un titre de Champion Régional. De 1957 à 1961, il rejoint l'ASCEM Lyon, tout en étant entraîneur des sections seniors féminines de l'ASUL et des « Cadets » Masculins de l'ASCEM Lyon où ont évolué ces deux fils.
En 1962, il rejoint la Création du Stade Auto Lyonnais Saint-Priest, dit SAL Saint-Priest, tout en entraînant la section « Cadets » et la section seniors Féminines à CGE Sport Lyon en 1957. De 1967 à 1992, il revient à l'ASCEM Lyon qui deviendra par la suite le CS Décines en 1979 tout en prenant en main la section « Cadets » de 1968 à 1985.
« On l'entendait beaucoup aux réunions, sur les terrains lorsqu'il jouait, ou lorsqu'il manageait ... Et de la voix il en avait ... Du cœur et du dévouement encore plus ... »

### Vie d'encadrant
Ange commence l'encadrement en 1954 à l'AS Bron avec l'Équipe Féminine senior. En 1957, il encadre l'Équipe Féminine de l'ASUL Vaulx-en-Velin et l'Équipe « Cadets » Masculins de l'ASCEM Lyon. En 1963, il encadre l'Équipe Féminines à CGE Sport Lyon. En 1961, il encadre l'Équipe « Cadets » du SAL Saint-Priest. De 1968 à 1985, il encadre l'Équipe « Cadets » à l'ASCEM Lyon, devenue CS Décines. De 1954 à 1974, il officie en tant qu'arbitre sportif en Championnat de France National, en handball à 11 puis à 7. Lors d'une saison, il a arbitré 123 matchs ce qui lui a valu du reste une médaille. De 1975 à 1990, il officie en tant qu'arbitre des rencontres en Championnat du Lyonnais, ainsi qu'en ASSU, aujourd'hui FNSU. Il a toujours aimé l'encadrement d'équipes, si bien qu'en 1957, il fait partie de la création de la formation des jeunes arbitres dans les clubs en 1980, il a créé la péréquation d'arbitrage à la CRA (Comité Régional d'Arbitrage) de la LLHB (Ligue du Lyonnais de HandBall). 
Au niveau club, il devient vice-président du CS Décines, tandis qu'il devient, au niveau Ligue, membre de la LLHB à la Commission Sportive de 1967 à 1988. En 1988, il devient Président de la COC (Commission Organisatrice des Compétitions) de la LLHB jusqu'en 1998.

### Créations
Ange est à l'origine de la création et de la mise en place des premiers tournois interdépartementaux en catégories « Minimes », « Cadets », « Junior » et « seniors » que ce soit en section Masculines que Féminines.
Du 25 au 29 mars 1974, il organise une semaine d'échange entre les « Cadets » de l'ASCEM Lyon et de ASPTT Metz. Le matin réservé à l'entrainement et l'après-midi à l'application des thèmes sous forme de rencontres. Ainsi fut invité Échirolles, Vénissieux, la Selection du Lyonnais, Saint-Priest, les joueurs B de l'ASCEM Lyon et Beaune.
En décembre 1976, il organise le premier tournoi International « Cadets » où étaient présentes des équipes telles que l'USM Gagny finaliste Champion de France, Kirchberg quart finaliste du championnat Allemand, OL Antibes, AS Cannes, Villejuif, EBCR (Entente Bron Croix-Rousse) et l'AS Rhodia et « Junior » où étaient présentes des équipes telles que l'ASPTT Metz Champion de France 1975, AS Cannes finaliste Champion de France 1976, Tettnang champion du BadeWurtemberg, Berne vice-champion suisse, Düsseldorf demi finaliste du Championnat Allemand, Saint-Martin-d'Hères et Saint-Chamond deux des meilleures équipes françaises. Ainsi que des premiers tournois en catégorie « Benjamins » et « Benjamines » de la LLHB en partenariat avec la LDS (Ligue du Dauphiné Savoie) en vue de la création d'un futur Rhône-Alpes, 150 équipes de jeunes sont présentes en 1997 à Valence. Sans oublier une création d'une finalité Rhône-Alpes en sections « Minimes », « Cadets » et « Juniors » en catégories Masculins et Féminins en partenariat avec la Ligue du Dauphiné Savoie.

### Vie privée
Ange Padovani fut marié à une Française d'origine arménienne, et est père de deux garçons : Bernard, né en 1956, et Michel né en 1958, une petite fille, Isabelle née en 1982. Il a également trois petits fils (dont certains pratiquent le handball également), Marc né en 1983, Michaël né en 1985 (surnommé "23"), et Mathieu né en 1990, ainsi qu'une arrière petite fille née en 2008, et trois arrières petits garçons nés en 2011, 2012 et 2013.

## Palmarès

### Joueur
En 1950, il est demi-finaliste du Championnat de France junior à onze avec l'AS Bron. En 1951, il est Champion du Lyonnais. En 1954, il est demi-finaliste du Championnat de France senior honneur à sept avec l'AS Bron. En 1954, il est Champion du Lyonnais Honneur à 11. En 1956, il est demi-finaliste du Championnat de France senior à sept avec le Rhodia Club Péage de Roussillon[Information douteuse]. En 1958 et 1959, il est demi-finaliste du Championnat de France senior à sept avec l'ASCEM Lyon[Information douteuse]. En 1963 et en 1971, il est encore Champion du Lyonnais Honneur. En 1970, il est Champion Excellence de France.
En 1960, il est finaliste du Championnat de France senior à sept[Information douteuse] avec l'ASCEM Lyon.
En 1980, il est Champion du Lyonnais avec l'équipe des vétérans.

### Entraineur national
En 1956, il est Champion régional féminin avec l'ASUL Vaulx-en-Velin. En 1962, il est Champion régional féminin avec le CGES Lyon et Champion de France cadets (Coupe Falcony) avec l'ASCEM Lyon. De 1957 à 1960, il est Champion régional cadets avec l'ASCEM Lyon. En 1963, il est Champion régional Cadets avec le SAL Saint-Priest. De 1968 à 1978, il est Champion régional cadets à l'ASCEM Lyon et Champion de France cadets (Coupe Falcony) en 1971 avec l'ASCEM Lyon, ainsi que Champion de France juniors (Sabatier) en 1973 avec l'ASCEM Lyon et Finaliste de la Coupe Sabatier en 1972, 1974, 1975 avec l'ASCEM Lyon.
Il a été notamment entraineur d'un certain Jean-Michel Aulas.
En 1971, en 1973, il est Champion du Lyonnais Minimes. En 1977, il est Champion de France Nationale 3. En 1977, il est Champion Académique ASSU. En 1981, il est finaliste Challenge de France Masculin.

### Entraineur international
Il participe à plusieurs stages internationaux : en 1978 à Fribourg en Allemagne, en 1980 à Pula en Yougoslavie, en 1983 à Split en Yougoslavie et en 1985 à Tivat en Yougoslavie. À partir de 1988, il devient présent aux 4 premiers stages fédéraux dont il fut l'un des pionniers.
Il n'a pas pu participer au stage en Yougoslavie en 1991 à cause de la guerre.

## Distinctions
Il reçoit plusieurs récompenses, dont les médailles de bronze en 1975, d'argent en 1981 et d'or en 1992 de la Jeunesse et des Sports, les Palmes de bronze et d'argent en 2008 de la Formation du Bénévolat, ainsi que les Plaquettes de bronze, d'argent (1995) et d'or (2001) de la FFHB.
En 1982, il reçoit des mains de Monsieur Pierre Marvy, son meilleur ami depuis toujours, la plaquette d'Or de l'ASCEM Lyon.
En 1986, il reçoit la Plaquette d'Or (1953-1986) : 33 ans au service du handball